# Chiesa dei Santi Zenone e Martino
La chiesa dei Santi Zenone e Martino è la parrocchiale di Lazise, in provincia e diocesi di Verona; fa parte del vicariato del Lago Veronese-Caprino.

## Storia
Una chiesa dedicata a san Zenone fu edificata all'interno del borgo fortificato di Lazise forse nel XII secolo; sicuramente era già presente nel 1295, quando compare citata direttamente in un documento. In quel periodo era una cappella soggetta alla pieve di San Martino, la quale si trovava però al di fuori delle mura, motivo per cui venne però gravemente danneggiata nel 1528 dalle truppe di Arrigo di Brunswick, comandante al servizio dell'imperatore Carlo V, e quindi abbandonata. Due anni più tardi la sede plebana venne infine trasferita presso la più sicura e comoda chiesa di San Zenone, cui venne data la duplice denominazione di San Zenone e San Martino.
Con il crescere della comunità lacisiense la chiesa romanica dei Santi Zenone e Martino divenne dimensionalmente insufficiente a contenere tutti i fedeli, la chiesa parrocchiale venne quindi ricostruita in stile neoclassico tra la fine del Settecento e il 1840 su progetto dell'architetto Luigi Trezza, leggermente modificato da Francesco Ronzani, con dimensioni molto maggiore. La chiesa venne quindi consacrata il 2 settembre 1888 da Bartolomeo Bacilieri, ausiliare del vescovo Luigi di Canossa.

## Descrizione

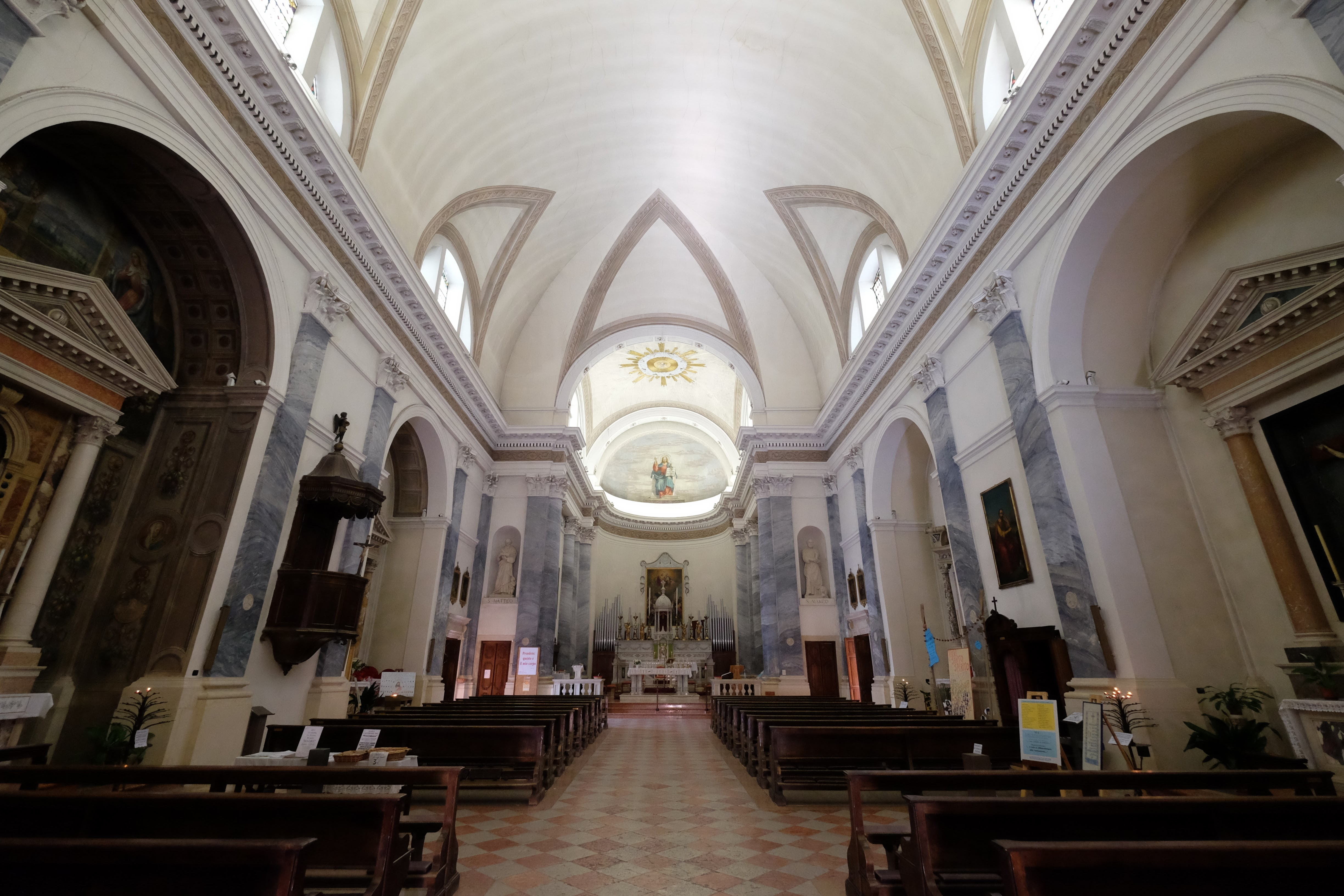
L'interno della chiesa

La chiesa è caratterizzata da una imponente facciata in stile neoclassico rivolta verso ovest, dove la parte centrale del prospetto è tetrastila, quindi con quattro semicolonne dotate di capitelli di ordine composito che sorreggono un timpano classico triangolare, sovrastato da tre statue raffiguranti i santi Fermo, Rustico e Martino. Tramite uno scalone a tre rampe si può giungere al portale d'accesso con contorni modanati e architrave a timpano, ai cui lati si trovano due nicchie con le statue di san Giovanni Battista e san Zeno.
La pianta è ad aula a navata unica con presbiterio rialzato di tre gradini rispetto al resto della chiesa, di larghezza minore, pianta quadrangolare e chiuso da un'abside semicircolare. Lungo l'aula si trovano sei cappelle che contengono gli altari di Sant'Antonio da Padova, del Crocifisso e di San Giuseppe sul lato destro e gli altari dell'Addolorata, della Madonna della cintura e dei Santi sul quello sinistro. I prospetti interni sono ritmati da lesene e semicolonne di ordine corinzio che sorreggono la trabeazione, mentre degli archi a tutto sesto creano dei vuoti nelle due pareti entro i quali sono collocate le cappelle. Ai lati dell'arco trionfale che da l'accesso al presbiterio si trovano due nicchie con statue, e nella parete dell'abside si trova una pala d'altare raffigurante il patrono mentre nel catino absidale è dipinto un Cristo benedicente. La copertura dell'aula è a botte con testate a padiglione, mentre il presbiterio è coperto da una volta a vela.
Il campanile a pianta quadrata, con un alto fusto e cella campanaria a edicola su cui si imposta un tamburo ottagonale che sorregge la copertura, si trova addossato al fianco sud del presbiterio.